# Йовіл
Йовіл (англ. Yeovil) — місто в південно-східній частині графства Сомерсет, Південно-Західна Англія.  Це адміністративний та економічний центр муніципалітету Південний Сомерсет.

## Клімат
Місто знаходиться у зоні, котра характеризується морським кліматом. Найтепліший місяць — липень із середньою температурою 16.9 °C (62.5 °F). Найхолодніший місяць — лютий, із середньою температурою 4.9 °С (40.9 °F).
| Клімат Йовіла           | Клімат Йовіла | Клімат Йовіла | Клімат Йовіла | Клімат Йовіла | Клімат Йовіла | Клімат Йовіла | Клімат Йовіла | Клімат Йовіла | Клімат Йовіла | Клімат Йовіла | Клімат Йовіла | Клімат Йовіла | Клімат Йовіла |
| Показник                | Січ.          | Лют.          | Бер.          | Квіт.         | Трав.         | Черв.         | Лип.          | Серп.         | Вер.          | Жовт.         | Лист.         | Груд.         | Рік           |
| Середній максимум, °C   | 8,3           | 8,5           | 10,9          | 13,4          | 16,8          | 19,7          | 21,8          | 21,6          | 19            | 15            | 11,3          | 8,6           | 14,6          |
| Середня температура, °C | 5             | 5             | 7             | 8,7           | 12            | 14,9          | 17            | 16,8          | 14,5          | 11,2          | 7,7           | 5,2           | 10,4          |
| Середній мінімум, °C    | 1,7           | 1,4           | 3             | 4             | 7,2           | 10            | 12,1          | 12            | 9,9           | 7,3           | 4             | 1,8           | 6,2           |
| Норма опадів, мм        | 80            | 50            | 50            | 50            | 60            | 40            | 60            | 70            | 60            | 80            | 90            | 80            | 830           |
| Днів з дощем            | 8             | 7             | 6             | 6             | 6             | 5             | 7             | 7             | 6             | 8             | 8             | 9             | 86            |
| ----------------------- | ------------- | ------------- | ------------- | ------------- | ------------- | ------------- | ------------- | ------------- | ------------- | ------------- | ------------- | ------------- | ------------- |
| Джерело: Weatherbase    |               |               |               |               |               |               |               |               |               |               |               |               |               |

## Населення
Станом на 2001 рік у місті проживає 41 871 мешканці.